# Goat Simulator
Goat Simulator ("Gede-simulator") er et tredjepersons-actionspil udviklet af Coffee Stain Studios. Det blev udgivet til Microsoft Windows via Steam den 1. april 2014, og det blev udgivet til Mac OS X og Linux den 27. juni 2014. Versioner for iOS og Android blev udgivet den 17. september 2014. En version til Xbox 360 og Xbox One bliver udviklet i samarbejde med Double Eleven og har været under udvikling siden august 2014, og forventes at blive udgivet til april 2015.
Spillet er blevet sammenlignet med skateboardspil af udviklerne, men her kontrollerer spilleren en ged med den hensigt at gøre så meget skade som muligt i en "open-world"-verden, uden nogle videre mål, udover at man har nogle præstationsmål. Spillet var helt igennem baseret på en joke-prototype fra et lille spilfirma. Et forstadie ("early alpha") blev fremvist i YouTube-videoer og blev mødt med spænding og opmærksomhed, hvilket fik dem til at udvikle videre på spillet, så det kunne blive et udgiveligt spil, men stadigvæk med de mange fejl, som kendetegnede selve spillet.
Spillet modtog blandede anmeldelser; nogle anmeldere gav store kommentarer, og nævnte at det er godt med sådan et initiativ til en humoristisk sandbox for at eksperimentere, mens andre kritiserede spillets måde at bruge de sociale medier på at popularisere et ellers simpelt og fejlagtigt produkt. Steam-fællesskabet har dog taget godt imod spillet, og 90 % af anmeldelserne er positive.

Det er ikke muligt at dø i Goat Simulator